# Когинас
Когинас (итал. Coghinas) — река в Италии, на острове Сардиния. Длина реки составляет 115 км, площадь водосборного бассейна — 2551 км². Третья по длине река на острове после Тирсо и Флумендоса.
Начинается у деревни Са-Терральва у подножия горы Траессу под названием Манну. Течёт сначала на восток, затем направляется в северо-восточном направлении, протекает мимо городка Киливани, у Оцьери поворачивает на север. В дальнейшем протекает через водохранилище Когинас, образованное в 1926 году, и входит в область лесистых гор. В низовьях отклоняется к северо-западу. Впадает в залив Азинара, около города Кодаруина.
Бассейн реки окружён: с юга — хребтами Маргине и Гокеано, с запада — горами Англона, с востока — горами Ала и Лимбара. Средняя высота бассейна — 439 метра над уровнем моря, максимальная — 1323 метра.
Основные притоки — Альтана (лв), Риу-Педрозу (пр), Су-Риццолу (лв), Бутуле (пр), Каламбри (пр), Санта-Лучия (пр).